# Pardachirus
Pardachirus is een geslacht van straalvinnige vissen uit de familie van eigenlijke tongen (Soleidae). Het geslacht is voor het eerst wetenschappelijk beschreven in 1862 door Guenther.

## Soorten
- Pardachirus balius Randall & Mee, 1994
- Pardachirus hedleyi Ogilby, 1916
- Pardachirus morrowi (Chabanaud, 1954)
- Pardachirus marmoratus (Lacepède, 1802)
- Pardachirus pavoninus (Lacepède, 1802)
- Pardachirus poropterus (Bleeker, 1851)